# ローター・クラップマン
ローター・クラップマン（独: Lothar Krappmann、1936年11月19日 - ）は、ドイツの社会学者で、教育学者。

## 生涯
キールに生まれた。1956年アビトゥアーを取得したのち、彼はフランクフルト・アム・マインのザンクト・ゲオルゲン哲学神学大学で学ぶ。特に、オズワルト・フォン・ニイル・プロイニングとヘルマン・ヨゼフ・ヴァルワフの下で学んだ。1961年の修士号取得試験をもって彼は、社会学と近代史の学業に終止符を打ち、まずケルンに、そのあとベルリンに行き、そこで博士号を取得した。
彼の学位論文「同一性の社会学的次元」は、既に10版を重ねており、社会学の代表的な著作に数えられている。クラップマンの同一性論の中心的なテーマは、役割行動には四つの基本的な性格があるということである。この四つの性格とは、「役割との距離」、「共感」、「曖昧さの許容」、そして「同一性の表現」である。
クラップマンは、学位論文の執筆以前は、特に学生時代は、ザンクト・ゲオルゲンの学生総会（AStA）議長、1962-64年はドイツ学生組合（Verband Deutscher Studentenschaften）の議長を務めていた。
1963年以降、彼は、大学で助手として働き、1975年から2002年に退職するまで、ベルリンのマックス・プランク教育研究所(de:Max-Planck-Institut für Bildungsforschung)で働いていた。
ここで彼は、「教室の中の子どもたちの不平等」や「社会的合理性」といったテーマを手掛けていた。1989年から1999年まで、彼は研究所所長の地位にあった。1982年から彼は、ベルリン自由大学の教育社会学の名誉教授の地位にある。彼はその数多くの著作によって、国際的な名声をもち、インド、日本、スイス、アメリカ合衆国でも客員教授として講義を行ってきた。
彼は、ドイツ政府の「第10回児童、青少年法」改定の専門委員会の委員長を務め、子ども、児童政策の分野では国際的に認められた研究者となった。
2003年2月彼は、国連の子どもの権利委員会の13人の専門委員の一人に選ばれた。 2007年2月にはその他の8人の委員と共に、さらに4年この職に留まるよう要請を受けた。また相互投票により、最高得票でその長に選出された。  クラップマンは、「ドイツ・ワールド・ビジョン」のドイツ子ども賞の選考委員会の一員でもある。

## 著作
- Altersgemischte Gruppen in Kindertagesstätten. Reflexionen und Praxisberichte zu einer neuen Betreuungsform. 1995
- The Diversity of Human Relationships. 1996（The Diversity of Human Relationshipsとの共著）
- The Company They Keep: Friendships in Childhood and Adolescence. 1998 （William M. Bukowski, Andrew F. Newcomb, und Willard W. Hartupと共著）
- Growing Up in Times of Social Change. 1999（Rainer K. Silbereisen, et al.と共著）
- Zwischen Autonomie und Verbundenheit: Bedingungen und Formen der Behauptung von Subjektivitä. 1999
- Bildung für junge Flüchtlinge - ein Menschenrecht: Erfahrungen, Grundlagen und Perspektiven. 2009 （Lothar Krappmann, Andreas Lob-Hüdepohl, Axel Bohmeyer, und Stefan Kurzke-Maasmeierと共著）
- Soziologische Dimensionen der Identitaet. 2010